# Осада Монтевидео (1823)
Осада Монтевидео (порт. Cerco de Montevidéu) одно из событий бразильской войны за независимость, в ходе которой бразильская армия под руководством Карлоса Фредерико Лекора осадила город Монтевидео в Сисплатинской провинции (ныне Уругвай), добиваясь капитуляции португальского гарнизона. Осада длилась с 20 января 1823 до 2 марта 1824 года, после чего португальские войска отплыли на родину. Событие ознаменовало конец сопротивления Португалии независимой Бразилии.
После провозглашения независимости Бразилии в Уругвае, оккупированном с 1816 года португальской армией, дивизия так называемых "королевских добровольцев" под командованием бригадного генерала Д. Альвару да Кошты осталась верной королю Жуану VI, с другой стороны, генерал Карлос Фредерико Лекор и часть войск поддержали дона Педру I и новую империю. Местные испаноязычные политики, в свою очередь, разделились на тех, кто хотел полной независимости, и тех, кто стремился к союзу с Буэнос-Айресом. 
Так как в самом Монтевидео находился значительный португальский гарнизон, бразильский план состоял в том, чтобы окружить и задушить королевских добровольцев в пределах городских стен. С этой целью 23 января 1823 года был предпринята осада города со стороны суши и моря.
Не имея достаточных сил и дополнительных войск, бразильские войска стремились задушить Монтевидео в финансовом отношении. Войска внутри города также не имели достаточно сил, чтобы вести активную борьбу с противником. Поэтому осада отличалась отсутствием прямых боёв и стычек между участниками. Обеими сторонами широко использовалось переманивание людей противника на свою сторону. Бразильцы обещали португальским солдатам продвижение по службе.
Новые очертания ситуация приобрела во второй половине 1823 года. 11 октября бразильском флоту удалось полностью блокировать Монтевидео, а 21 октября он отбил попытку португальских кораблей прорвать блокаду. Королевские добровольцы оказались в изоляции. 
К этому времени закончилась борьба между сторонниками сохранения колониальной власти и сторонниками независимости в самой Бразилии, что привело к приказу короля Португалии Жуана о выводе королевских добровольцев с этой территории. Смена режима в Португалии также способствовала прекращению столкновений и возвращению португальских войск в Европу. Столкнувшись с этой ситуацией, Альвару да Кошта пошёл на переговоры. Окончание боевых действий было объявлено 30 октября. Переговоры продолжались до 18 ноября 1823 года, когда бразильские и португальские представители подписали соглашение, по которому Д. Альвару да Кошта обязался отбыть со своими войсками в Португалию. 
28 февраля 1824 года португальские войска стали отплывать в Европу. 2 марта Карлос Фредерико Лекор и солдаты Бразильской империи вошли в Монтевидео. При этом последние португальцы покинули регион только 8 марта из-за отсутствия подходящего транспорта. Затем высшая власть Сисплатинской провинции официально признала независимость Бразилии, присягнув на верность «конституционному императору Бразилии» 6 мая 1824 года. 
После поражения королевских добровольцев и их возвращения в Португалию провинция осталась под властью Бразильской империи до конца Сисплатинской войны в 1828 году.